# Poa reitzii
Poa reitzii är en gräsart som beskrevs av Jason Richard Swallen. Poa reitzii ingår i släktet gröen, och familjen gräs. Inga underarter finns listade i Catalogue of Life.